# Parodia lenninghausii
Parodia lenninghausii é uma espécie de planta do gênero Parodia, família dos cactos (Cactaceae).
A espécie é nativa do Brasil e não é endêmica. Está classificada como "Em perigo (EN)" na Lista Vermelha da IUCN, além de fazer parte da lista da Convenção sobre o Comércio Internacional das Espécies Silvestres Ameaçadas de Extinção (CITES).

### Nomenclatura
A primeira publicação válida da espécie encontrada foi apresentada no catálogo de Friedrich Adolph Haage Jr. em Erfurt, Alemanha, no ano de 1896. O epíteto lenninghausii é uma homenagem a Guillermo Lenninghaus, um coletor de cactos de Porto Alegre que enviou as plantas para Haage em Erfurt no ano de 1894.
O epíteto leninghausii é também frequentemente atribuído a esta espécie, apesar do nome publicado originalmente por Haage em 1896 constar como lenninghausii.

### Forma de vida
Sua forma de vida é do tipo rupícola, subarbusto e suculenta.

### Distribuição
A planta pode ser encontrada nos estados do Rio Grande do Sul e Santa Catarina, em vegetação sobre afloramentos rochosos, nos domínios Mata Atlântica e nos pampas.
Sua distribuição está associada a paredes de rocha basáltica das bacias dos rios da formação da Serra Geral (Rio Caí e Rio das Antas), em disposição perpendicular, entre 300 e 1300 metros de altitude.

### Descrição
De hábito as vezes solitário, a espécie geralmente se apresenta em grupo, possui estrutura cilíndrica de até 60cm ou mais de altura, entre 7 a 10 com de diâmetro. Seus espinhos possuem formato de cabelos, de característica retilínea a levemente curvada, coloração amarela clara a escura ou marrom. Possui entre 3 e 4 espinhos centrais de 2 a 5 cm de comrpimento, além de 15 a 20 espinhos radiais (ou mais) de 0,5 a 1 cm de comprimento. Flores de coloração amarelo limão, entre 5 a 6 cm de altura e diâmetro. A aréola das flores é coberta de cerdas e uma lã densa marrom. Seus frutos são esféricos com aproximandamente 2 centímetros de altura, enquanto as sementes são em formato de sino de coloração marrom avermelhado.

### Ameaças
É uma espécie considerada "Criticamente em Perigo" (CR), segundo a Lista Oficial da Flora Ameaçada de Extinção do Rio Grande do Sul, baseada no Conselho Estadual do Meio Ambiente (CONSEMA-RS) de 2002.
A degradação do bioma pampa, onde a espécie é originária, tem sofrido degradação acelerada devido a atividades agrícolas e silviculturais, além da expansão de pastagens cultivadas com espécies exóticas, sobrepastoreio e práticas inadequadas de manejo tem pressionado esse tipo de cacto. A falta de representação desse bioma nas unidades de conservação também dificulta a sua proteção.
A espécie apresenta-se como não dominante e de distribuição fragmentada, cujos habitats são nichos ecológicos verdadeiramente ameaçados. Desse modo, muitas vezes não é simples se aproximar da espécie no seu próprio habitat natural, sendo possível ser visualizada apenas à distância nas paredes verticais de formação basáltica da Serra Geral.